# Сантана (Сан-Томе і Принсіпі)
Санта́на (порт. Santana) — четверте за чисельністю населення місто Сан-Томе і Принсіпі. Адміністративний центр округу Кантагалу. Розміщене на східному узбережжі острова Сан-Томе.

## Населення
| Рік       | 1991 | 2000 | 2005 | 2013 |
| Населення | 6190 | 6228 | 6969 | 7476 |

## Спорт
За місто грають футбольні команди 6 ді Сетембру і Сантана.

## Відомі особистості
У поселенні народився:
- Консейсан Ліма (* 1961) — поетеса республіки Сан-Томе і Принсіпі.